# Hanane Ameqrane
Hanane Ameqrane, aussi connue sous le pseudo de Lady Gaza, est une animatrice de radio et militante franco-marocaine lesbienne, de sensibilité communiste révolutionnaire.Son travail militant, d'abord féministe, puis LGBTQI+, se focalise sur les habitants de banlieue française, en particulier parisienne..

## Biographie
Fille d'ouvriers marocains venus en France dans les années 1970, Hanane Ameqrane grandit à Brive-la-Gaillarde avant de poursuivre des études de genre à l'université Paris 8, où elle se forme à l'intersectionalité.
Elle s'installer en 2007 à Saint-Denis,.  Elle travaille et vit avec sa compagne franco-hmong, avec qui elle a une fille, née en 2018. La naissance de sa fille, dont elle est la mère sociale, la motive à travailler sur un croisement de visibilités : de la lutte LGBTQI+ et plus particulièrement lesbienne racisée en France, mais aussi des parcours d'immigration, en particulier ceux de ses parents.

## Engagement militant
En 2001, alors âgée de 18 ans, Hanane Ameqrane commence son engagement militant en rejoignant un syndicat étudiant pro-Palestine, puis, l'année suivante, l'Union nationale des étudiants marocains de Limoges,.
Avec sa compagne, elle se tourne en 2009 vers le mouvement LGBT français et plus particulièrement parisien afin de le faire évoluer sur la question du racisme et du mépris de classe, mais c'est un échec.
En 2010, elle participe à la fondation de Femmes en lutte 93 (FEL93), une association féministe en non-mixité de genre basée à Saint-Denis spécialisée dans les enjeux féministes des quartiers populaires : lutte contre les violences sexuelles, pour le logement, pour faciliter l'obtention de cartes de séjour pour les personnes migrantes et pour le mariage de personnes de même sexe. En 2020, elle réalise que l'esprit de FEL93 s'est perdu avec l'arrivée de féministes blanches et de classes moyennes et supérieures dans le collectif, et décide, avec les personnes militantes qui y restent, de sa dissolution.
L'année suivante, elle réalise avec Colin Gruel une série de podcasts pour Radio Campus Paris, centrés sur la vie LGBQI+ en banlieue. En 2022, elle est co-organisatrice d'une marche féministe anti-raciste, prévue le 15 octobre 2022, date d'anniversaire du féminicide de Sohane Benziane.